# Hilda Baci
Hilda Baci, de son vrai nom Effiong Bassey, née le 20 septembre 1996 à Nsit Ubium, une ville de l’État d'Akwa Ibom, dans le sud-Est du Nigeria, est une cheffe, restauratrice et actrice nigériane. En août 2021, elle remporte le concours Jollof Faceoff.

## Biographie

### Enfance
Hilda Effiong Bassey est née le 20 septembre 1996 à Nsit Ubium, une ville de l’État d'Akwa Ibom, dans le sud-Est du Nigeria.

### Formation et carrière
Elle a obtenu un diplôme en sociologie de l'Université Madonna, Okija. Elle était l'animatrice de "Dine on A Budget" sur Pop Central TV, Dstv Channel 189.

## Filmographie
Hilda tient des rôles des films et téléfilms notamment dans A Walk on Water sorti en 2021 et Mr & Mrs Robert en 2023.
| Année | Film                      | Rôle  |
| ----- | ------------------------- | ----- |
| 2020  | Chasseur de rêves         |       |
| 2021  | Une promenade sur l'eau   | Annie |
| 2023  | Monsieur et Madame Robert | Hilda |

## Tentative de record du monde Guinness
En mars 2023, Hilda annonce qu'elle tenterait le record du plus long marathon culinaire. Le record était auparavant détenu par Lata Tondon dont le marathon culinaire a duré 87 heures et 45 minutes en 2019,.
Le 11 mai 2023, elle commence sa tentative de record intitulée "Cook-a-thon",. Elle bat le record le 15 mai.
Le lundi 15 mai 2022 à 7 h 45 exactement, Hilda a battu le record du plus long marathon de cuisine par un individu atteignant 87 heures 50 minutes - 5 minutes de plus que le précédent détenteur du record en 2019.
Pour établir un nouveau record du plus long marathon de cuisine, Hilda devait initialement cuisiner pendant 96 heures, mais a ensuite étendu son objectif à un marathon de cuisine de 100 heures,.
Parmi les Nigérians de haut niveau qui ont visité Hilda, citons le gouverneur de l'État de Lagos, Babajide Sanwo-Olu ; le Pasteur principal de Harvester International, Bolaji Idowu ; Chanteuse nigériane primée, Tiwa Savage,.
Le vice-président du Nigéria, le professeur Yemi Osinbajo, a également appelé pour remonter le moral d'Hilda pendant le cookathon. Hilda a reçu un énorme soutien de la part des Nigérians qui se sont rendus sur le lieu du cookathon tandis que d'autres continuaient à faire connaître son nom sur les réseaux sociaux.